# Sportaerobic in Österreich

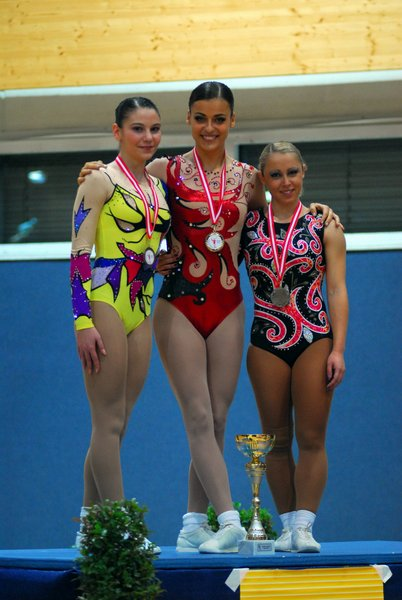
2010 gewann Lubi Gazov die Austrian Aerobic Open

In Österreich wird die Sportaerobic seit 1999 vom Österreichischen Fachverband für Turnen vertreten. Im Jahr 2000 wurde erstmals eine Österreichische Meisterschaft veranstaltet.

## Austrian Aerobic Open
Seit 2003 ist Österreich der Gastgeber des jährlich stattfindenden Austrian Aerobic Open, das sich bereits zum Fixpunkt im Kalender der FIG entwickelt hat. 2012 wird dieser Wettbewerb in Kufstein stattfinden und von der FIG erstmals als Weltcup anerkannt.
2005 wurde außerdem der Amateur Aerobic Contest ins Leben gerufen, ein Freizeitsportbewerb für den Aerobic-Breitensport, der sowohl einen Dance- als auch einen Step-Wettbewerb ausrichtet.

## Österreichische Sportler
Österreichs beste Aktive sind seit 2001 international bei Europameisterschaften, Weltmeisterschaften und Weltcups vertreten. Allen voran Lubi Gazov: Sie gewann Ende 2005 erstmals einen U18-Weltcup (in Mexiko) und holte 2006 den Sieg beim World Aerobic Showcase in Los Angeles. Neben einem 3. Platz 2007 beim Weltcup in Los Angeles wurde sie sowohl 2008 beim Grand Prix in Frankreich als auch 2011 beim Weltcup in Las Vegas Zweite. 2011 reüssierte sie als Vierte bei der Europameisterschaft in Bukarest.

## Trainingsorte und Leistungszentren
Sportaerobic ist derzeit in sechs österreichischen Bundesländern vertreten: Oberösterreich, Niederösterreich, Tirol, Wien, Kärnten und Vorarlberg. Die wichtigsten Leistungszentren befinden sich in Linz, Stockerau und Wörgl.